# 第二代貝里克公爵詹姆斯·菲茨詹姆斯·斯圖亞特
詹姆斯·菲茨詹姆斯·斯圖亞特（James Fitz-James Stuart，1696年10月21日－1738年6月2日），第二代貝里克公爵，是第一代公爵詹姆斯·菲茨詹姆斯的長子。他的祖父是詹姆斯二世，在光榮革命後被推翻流亡法國。
1716年，他與西班牙貴族佩德羅·曼努埃爾·科隆·德·葡萄牙的女兒卡塔莉娜·文圖拉（Catalina Ventura）結婚。她的祖父是佩德羅·努尼奧·科隆·德·葡萄牙，第六代維拉瓜公爵，克里斯多福·哥倫布的直系後代，藉由這段婚姻他因妻權獲得了西班牙貴族爵位。他們有四個孩子，包含雅各布·菲茨詹姆斯·斯圖亞特，第三代貝里克公爵。